# Скороходова, Римма Григорьевна
Римма Григорьевна Скороходова (род. 1940, Горький) — российский педагог, заслуженный артист Российской Федерации, профессор Ростовской Государственной Консерватории им. С. В. Рахманинова.

## Биография
Римма Скороходова родилась в Нижнем Новгороде. Ее родители были музыкантами. Отец — певец, Григорий Львович, работал солистом театра оперетты и артистом филармонии. Ее мать — Алиса Федоровна — была ведущим педагогом детской музыкальной школы. Римма Скороходова училась в музыкальном училище у Анны Лазерсон. В консерватории поступила в класс профессора Б. С. Маранц.
Получила образование в Горьковской государственной консерватории им. Глинки, специальность — солист, концертмейстер, педагог музыкального училища.
В 1966 году поступила в аспирантуру Музыкально-педагогического института имени Гнесиных. Училась в классе профессора Александра Львовича Иохлесса. В 1969 году после окончания аспирантуры приехала в Ростов-на-Дону вместе с мужем И. С. Бендицким, и начала работать в музыкально-педагогическом институте, который сейчас носит название Ростовской консерватории им. Рахманинова.
С 1 июня 1996 года стала профессором Ростовской Государственной Консерватории им. С. В. Рахманинова.
Римма Григорьевна Скороходова получила звание «Заслуженного артиста Российской Федерации» в 1997 году.
Педагогический стаж работы составляет 59 лет. Преподает дисциплины: совершенствование исполнительного мастерства, специальный инструмент и работу над инструктивным материалом.
Римма Скороходова была учителем для многих музыкантов, часть из которых впоследствии стала лауреатами российских и международных конкурсов. Среди них А.Булкина, которая гастролировала в США, М.Половинко, М.Тимофеев, А.Зенин, Н.Половинко.